# Tramwaje w Dessau-Roßlau
Tramwaje w Dessau-Roßlau (niem. Straßenbahn Dessau-Roßlau) – system tramwajowy działający w mieście Dessau-Roßlau, w Saksonii-Anhalt, w Niemczech. Składa się z dwóch linii tramwajowych. Operatorem jest przedsiębiorstwo Dessauer Verkehrsgesellschaft (DVG).

## Linie
Stan z czerwca 2025 r.
| Linia | Trasa                                           |
| ----- | ----------------------------------------------- |
| 1     | Hauptbahnhof – Wasserwerkstraße – Dessau Süd    |
| 3     | Hauptbahnhof – Berufsschulzentrum – Junkerspark |

## Tabor
Stan z czerwca 2025 r.

### Liniowy
| Zdjęcie        | Typ               | Eksploatacja od | Liczba |
| -------------- | ----------------- | --------------- | ------ |
|                | Bombardier NGT6DE | 2001            | 10     |
| Łączna liczba: | Łączna liczba:    | Łączna liczba:  | 10     |

### Historyczny
| Zdjęcie        | Typ            | Historyczny od | Liczba |
| -------------- | -------------- | -------------- | ------ |
|                | Düwag GT8      | 2010           | 1      |
|                | LOWA           | 2000           | 1      |
|                | Tatra T2D      | 2000           | 1      |
| Łączna liczba: | Łączna liczba: | Łączna liczba: | 3      |